# Zatoka trujących jabłuszek
Zatoka trujących jabłuszek – powieść obyczajowa Moniki Szwai z roku 2008, kontynuacji powieści Klub mało używanych dziewic i Dziewice, do boju!.

## Opis fabuły
Agnieszka jest dyrektorką prywatnego liceum. Wreszcie ma przy boku mężczyznę z krwi i kości, Jerzego Brańskiego, waha się jednak, czy powinna związać się z nim na poważnie. Zaczyna też mieć problemy natury zawodowej. Uczennica jej szkoły, pierwszoklasistka, jest w ciąży, informacja przenika do telewizji lokalnej i prasy, a Agnieszka zostaje przez opinię publiczną oskarżona o nakłanianie do aborcji, co nie jest prawdą.
Marcelina wychowuje dwuletnią córeczkę Krzysię-Marysię. Mieszka z Edwardem Bronikowskim, zwanym Bronikiem. On wydaje się jednak całkowicie pochłonięty pisaniem pracy habilitacyjnej. W dodatku potencjalna synowa nie przypadła do gustu matce Bronika, emerytowanej perukarce teatralnej, Liliannie.
Alina od niedawna jest zakochana w Marcinie, kapitanie statku. Ma jednak wątpliwości, czy powinna się z nim związać. Tymczasem córka Aliny, Jaga, oraz córka Marcina, Nika, chciałyby doprowadzić do ich ślubu i wspólnego zamieszkania. Nika ma dosyć mieszkania z matką i ojczymem, którzy się nią kompletnie nie interesują. Gdy ona chorowała na raka i przechodziła poważną operację, matka z nowym mężem pojechała na wycieczkę na Kilimandżaro. Jaga z kolei chciałaby, żeby jej matka była wreszcie szczęśliwa.
Michalina ma powody do radości - jest w ciąży z Grzegorzem i planują ślub, a poza tym odzyskała ojca, Noela Harta. Wszystko to nie podoba się jej matce, chociaż ta skrycie bardzo pragnie mieć wnuka.
Michalina i Grzegorz proszą, by goście weselni nie kupowali im prezentów, lecz - jeśli mogą - niech przeznaczą pieniądze na jakiś szlachetny cel. Jedynie Lilianna wyłamuje się z postanowień i ofiarowuje państwu młodym kupon totolotka. Nieliczni goście weselni wypełniają go wspólnie i wkrótce okazuje się, że został wypełniony trafnie. Wygrana wynosi ponad 100 000 złotych. Pieniądze zostają przeznaczone na wycieczkę na Karaiby. Ostatecznie w rejs udaje się 18 osób. Podczas wycieczki bohaterowie przeżywają rozmaite perypetie, zarówno zabawne, jak i wzruszające.